# جيوفاني أنطونيو غراسسي
جيوفاني أنطونيو غراسسي (و. 1775 – 1849 م) هو كاهن كاثوليكي، ومبشر، ومدير أكاديمي، وعالم فلك، ومدرس من جمهورية البندقية، والولايات المتحدة، والدولة البابوية، ولد في Schilpario ‏، توفي في روما، عن عمر يناهز 74 عاماً.

## مناصب
تولى منصب
- رئيس جامعة، Pontificio Collegio Urbano de Propaganda Fide [الإنجليزية]‏ 1840–1842
- Provincial superior [الإنجليزية]‏، الرهبنة اليسوعية 10 مايو 1831–1835
- رئيس جامعة، Social Institute, Turin [الإنجليزية]‏ 1821–1831
- Provincial superior [الإنجليزية]‏، Maryland Province of the Society of Jesus ‏ 1 أكتوبر 1812–10 سبتمبر 1817
- President of Georgetown University ‏ 1 أكتوبر 1812–28 يونيو 1817

.

## التعليم
تعلم في جامعة قلمرية مارس 1806–مايو 1806، وتعلم في Jesuit College in Polotsk ‏ 1801–1804
.